# Namjangdžu
Město Namjangdžu (korejsky 남양주시 – Namjangdžu si) leží v provincii Kjonggi v severozápadní části Jižní Korey.

## Poloha a doprava
Namjangdžu sousedí na západě s městem Kuri a se Soulem, hlavním městem státu. Na severozápadě sousedí s územím města Uidžongbu, na severu s územím města Pchočchon, na severovýchodě s okresem Kapchjong, na jihovýchodě s okresem Jangpchjong a na jihu jej Hangang
odděluje od území měst Kwangdžu a Hanamu.
Západním okrajem Namjangdžu prochází dálnice 100, městský okruh Soulu. Přímo přes jádro Namjangdžu prochází dálnice 60 ze Soulu do Čchunčchonu.
Přes město také vede železniční trať Čchongnjangni – Kjongdžu vedoucí ze severozápadu Soulu až na jihovýchod Korejského poloostrova do Kjongdžu a železniční trať Soul – Čchunčchon vedoucí na východ do Čchunčchonu.